# Tubercule (anatomie)
Pour les articles homonymes, voir Tubercule (homonymie).

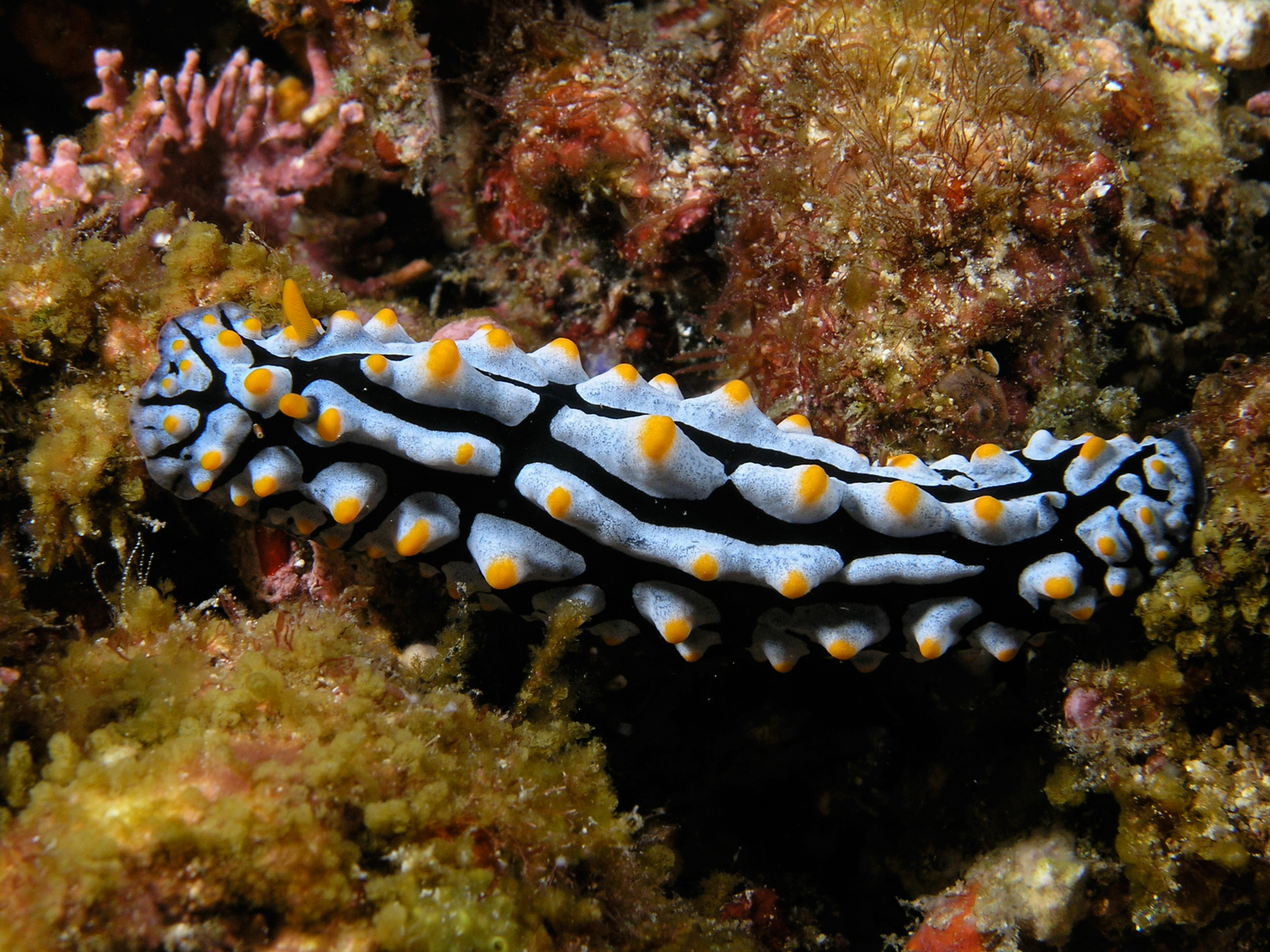
Tubercules jaunes du nudibranche Phyllidia varicosa.

En anatomie, le terme tubercule peut décrire un nodule rond, une petite éminence ou une excroissance verruqueuse situé sur les os ou la peau, ou, dans le cas de la tuberculose, dans les poumons.